# Eugenia Eduardova
Evgenia Platonovna Eduardova, en russe : Евгения Платоновна Эдуардова, née en 1882 à Saint-Pétersbourg et morte à New York le 10 décembre 1960 (ou 1980), est une danseuse et professeur de ballet russe.

## Biographie
En 1901, Eugenia Eduardova est diplômée de l'école impériale du ballet de Saint-Pétersbourg et est engagée dans la troupe de ballet du théâtre Mariinsky avec laquelle elle danse jusqu'en 1917.  
En 1908 et 1909, elle part en tournée avec la troupe du Mariinsky avec Anna Pavlova comme danseuse étoile, à Londres et Berlin, où elle danse les rôles de Maria dans La Halte de cavalerie de Marius Petitpa et  de Mercedes dans Don Quichotte.
Franz Kafka voit danser Eduardova au théâtre allemand de Prague le 25 mai 1909. Elle est mentionnée dans le journal de Kafka du début de 1910. Dans une lettre à Felice Bauer, datée du 17 au 18 janvier 1913, il écrit « qu'après avoir vu le ballet, il a rêvé de la "danseuse très folle Eduardova" pendant des mois ».
Après avoir travaillé comme maîtresse de ballet pour le Grosse Volksoper de Berlin. Eugenia Eduardova ouvre sa propre école de danse. De 1920 à 1938, elle enseigne à Berlin. Elle a une influence significative sur le développement du ballet classique en Allemagne. Ses élèves comprennent les danseurs Youli Algaroff, Vera Zorina, Alexander von Swaine (de), Marcel Luipart (de), Natascha Trofimowa (en), Leni Riefenstahl,, Ludmilla Chiriaeff et l'acteur et réalisateur Ralph Lothar (en).
En 1935, elle est forcée de quitter l'Allemagne. En 1938, elle est engagée pour un travail pédagogique à Paris.
En 1947, elle s'installe à New York, où elle enseigne également et a comme élève, George Skibine et Myra Kinch.

## Cinéma
En 1921, elle joue une danseuse dans le film muet Errende Seelen de Carl Froelich avec Asta Nielsen, Walter Janssen, Lyda Salmonova et Alfred Abel.

## Vie privée
Eduardova épouse Alexei Davidov (en) (1867-1940), compositeur russe, violoncelliste, plus tard banquier, industriel et entrepreneur. 
Elle épouse en secondes noces, le 13 mai 1943, l'écrivain Joseph Lewitan (1894-1976), avec qui elle a émigré d'abord à Paris en 1938 et enfin à New York en 1947, . 